# دیوارهای اریحا (آلبوم)
دیوارهای اریحا (به انگلیسی: Walls of jericho) عنوان اولین آلبوم استودیویی کامل گروه پاور متال آلمانی هلووین است که در ۱۹۸۵ منتشر شد. در ۱۹۸۸، آلبوم ای‌پی/مینی ال‌پی هلووین و آلبوم ای‌پی جوداس به این آلبوم اضافه شد و در حال حاضر این آلبوم تحت عنوان یک آلبوم گردآوری شده منتشر می‌شود.

## فهرست آهنگ‌ها
| شماره | نام آهنگ               | آهنگ‌ساز     | مدت  |
| ----- | ---------------------- | ----------- | ---- |
| ۱     | «دیوارهای اریحا»       | ویکاث/هانسن | ۰:۵۳ |
| ۲     | «بر آسمان بران»        | هانسن       | ۵:۵۴ |
| ۳     | «انسان پست»            | ویکاث       | ۳:۴۵ |
| ۴     | «نگهبانان»             | ویکاث       | ۴:۱۹ |
| ۵     | «اشباح مرگ»            | هانسن       | ۶:۳۳ |
| ۶     | «مهاجمین متال»         | هانسن       | ۴:۱۰ |
| ۷     | «گرگار»                | ویکاث/هانسن | ۳:۵۷ |
| ۸     | «هوی متال (قانون است)» | ویکاث/هانسن | ۴:۰۸ |
| ۹     | «چقدر از هم گسیختگی»   | ویکاث       | ۷:۱۱ |

### نسخه گردآوری شده

#### دیسک یک
| شماره | نام آهنگ               | آهنگ‌ساز     | مدت  |
| ----- | ---------------------- | ----------- | ---- |
| ۱     | «قاتل»                 | هانسن       | ۴:۲۶ |
| ۲     | «جنگاور»               | هانسن       | ۴:۰۰ |
| ۳     | «قربانی سرنوشت»        | هانسن       | ۶:۳۷ |
| ۴     | «خروش برای آزادی»      | ویکاث/هانسن | ۶:۰۲ |
| ۵     | «دیوارهای اریحا»       | ویکاث/هانسن | ۰:۵۳ |
| ۶     | «بر آسمان بران»        | هانسن       | ۵:۵۴ |
| ۷     | «انسان پست»            | ویکاث       | ۳:۴۵ |
| ۸     | «نگهبانان»             | ویکاث       | ۴:۲۰ |
| ۹     | «اشباح مرگ»            | هانسن       | ۶:۳۳ |
| ۱۰    | «مهاجمین متال»         | هانسن       | ۴:۰۸ |
| ۱۱    | «گرگار»                | ویکاث/هانسن | ۳:۵۷ |
| ۱۲    | «هوی متال (قانون است)» | ویکاث/هانسن | ۴:۰۸ |
| ۱۳    | «چقدر از هم گسیختگی»   | ویکاث       | ۷:۱۱ |
| ۱۴    | «جوداس»                |             | ۴:۳۸ |

#### دیسک دو
| شماره | نام آهنگ                              | مدت  |
| ----- | ------------------------------------- | ---- |
| ۱     | «قاتل» (ضبط مجدد)                     | ۴:۳۴ |
| ۲     | «بر آسمان بران» (ضبط مجدد)            | ۶:۴۵ |
| ۳     | «پیش‌درامد/بر آسمان بران» (اجرای زنده) | ۷:۱۶ |
| ۳     | «نگهبانان» (اجرای زنده)               | ۴:۲۶ |
| ۴     | «جدیت در زندگی»                       | ۴:۴۶ |
| ۵     | «مهاجمین متال(۱۹۸۴)»                  | ۴:۳۶ |
| ۶     | «قطعه شگفت سازنده»                    | ۲:۰۷ |

## سازندگان
- کای هانسن - خواننده، گیتار
- مایکل ویکاث - گیتار، طرح کلی روی جلد
- مارکوس گروسکوپف - گیتار باس
- اینگو اشویشتنبرگ - درامز
- جیمز هاردوی - نمونه ساز
- طرح، مدیریت، تهیه‌کننده و ضبط از هریس جانس
- طرح رو جلد از ادا و اوواه کارچوزکی